# 이거명
이거명(李居明)은 경주 이씨(慶州 李氏)의 중시조이다. 익재(益齋) 이제현(李齊賢)의 문하인 목은(牧隱) 이색(李穡)이 찬한 이제현 묘지명(墓地銘)에 따르면, 소판공(蘇判公) 이거명(李居明)은 시조 이알평(李謁平)의 원대손(遠代孫)이나 선계(先系)는 미상이다. 신라 말 소판(蘇判) 벼슬을 하였으니 소판은 진골(眞骨)만이 오를 수 있는 관등이다.

## 가계
아들 이금현(李金現)은 신라 말 병부령(兵部令)을 지냈다. 손자 이금서(李金書)는 고려조 삼한공신(三韓功臣)에 녹훈되었고, 신라 경순왕(敬順王)의 사위로서 배위(配位)는 낙랑공주 왕씨(樂浪公主 王氏)의 장녀인 신란궁부인 김씨(神鸞宮夫人 金氏)이다.

## 실전세계
시조 이알평(李謁平)으로부터 이거명(李居明)에 이르는 약 1,000년 간의 계보가 실전되었기에 이거명을 중시조로 하여 계대수를 헤아린다. 그러나, 경주 이씨(慶州 李氏)의 분적종인 합천 이씨(陜川 李氏) 세보에 올려져 있는 '35대(代)로 된 실전세계(失傳世孫)'에 따르면 이거명은 시조 이알평으로부터 35대손(36세손)이 된다. 즉, 시조 36세(世)에 해당한다.

흥미로운 점은 35대 실전세계와 관련하여 창녕 조씨(昌寧 曺氏)의 시조 조계룡(曺繼龍), 전주 이씨(全州 李氏)의 시조 이한(李翰)과 연관성이 있다는 점이다.

### 창녕 조씨 관련
창녕조씨 득성설화지(昌寧曺氏 得姓說話址)에는 다음과 같이 전한다. 신라 진평왕(신라 제26대, 재위 579-631)때 한림학사(翰林學士) 이광옥(李光沃)의 딸 예향(禮香)이 병을 고치기 위해 창녕 화왕산 정상의 못에서 목욕을 하였는데 그 후에 태기가 있었다. 꿈에 "그 아이는 용의 아들로 겨드랑이 밑에 조(曺)자가 있을 것"이라 하기에 태어난 아이를 살펴보니 과연 그대로였다. 왕이 이 소문을 듣고 직접 불러 확인해 보니 조(曺)자가 선명하므로 성을 조(曺)라 하고 이름을 계룡(繼龍)이라 하도록 하니 창녕 조씨의 시조이다. 여기서 한림학사 이광옥(李光沃)은 35대 실전세계 기준으로 경주 이씨 시조 20세(世)로 기록되어 있다.

### 전주 이씨 관련
35대 실전세계는 1987년 간행된 경주 이씨(慶州 李氏) 정묘보(丁卯譜)에도 참고용으로 실려있는데, 전주 이씨(全州 李氏)의 시조 이한(李翰)의 기록과 관련하여 합천 이씨(陜川 李氏) 세보에 실려 있는 35대 실전세계와 차이가 있다. 경주 이씨 측 자료에는 사공공(司空公) 이한(李翰)이 경주 이씨 시조 36세(世)이고 이공(李恭)은 그의 형으로 기록되어 있다. 그러나 합천 이씨 측 자료에는 이한(李翰)이 경주 이씨 시조 37세(世)이고 이공(李恭)이 그의 부친으로 기록되어 있다.

1681년 편찬된 전주 이씨의 족보 《선원록(璿源錄)》에 의하면 이한은 신라 태종무열왕 10세손(10대손)인 군윤(軍尹) 김은의(金殷義)의 딸과 결혼하고, 통일신라 문성왕(文聖王, 재위 839-857) 때 사공(司空)을 지냈다고 한다. 조선을 건국한 태조 이성계(李成桂)는 이한의 22세손(21대손)이라고 한다. 전주 이씨의 기원에 관하여 당나라 기원설, 경주 이씨 기원설, 전주(全州) 지역의 토성(土姓)으로 보는 설이 있다.
1. ↑  신라 17관등제의 제3등으로 잡찬(迊湌), 잡판(迊判), 잡간(迊干)이라고도 한다.
2. ↑  신라 법흥왕 때 병부를 설치하였고 그 수장이 병부령이다. 병부령은 17관등의 1~5등인 각간(이벌찬)~대아찬이 겸직한다.
3. ↑  고려 태조의 장녀로 모친은 신명순성왕후 유씨(神明順成王后 劉氏)이다. 935년 11월 신라 경순왕이 고려에 항복해오자, 고려 태조는 장녀인 안정숙의공주(安貞淑義公主)를 경순왕과 혼인시켰으니, 혼인 후 그녀는 신란궁부인(神鸞宮夫人) 혹은 낙랑공주(樂浪公主)로 불렸다.
4. ↑  신란궁부인의 호칭은 모친인 낙랑공주 왕씨로부터 물려받은 것이다.
5. ↑  관직명이 고려시대의 것으로 기록된 점 등 여러 가지 모순점을 들어 경주 이씨 대종회에서는 사실로 인정하고 있지 않다. 28대 실전세계도 존재한다.
6. ↑  35대 실전세계 기준, 시조 20세(世)
7. ↑  즉, 시조로부터 19대손(19세손)이다.
8. ↑  즉, 시조로부터 35대손(35세손)이 된다. 경주 이씨의 중시조 이거명도 시조 36세가 된다.
9. ↑  태종무열왕 10세(世)를 의미하는지 11세(世)를 의미하는지 분명하지 않다.
10. ↑  시조 22세(世). 다만, 태종 실록에는 시조 22세(世)의 의미로 22대손(代孫)이라고 표현하고 있다. 조선왕조실록은 '세(世)'와 '대손(代孫)'을 같게 보기도 하고 다르게 보기도 하므로 주의해서 보아야 한다.